# Chirbat Tuwajni
Chirbat Tuwajni (arab. خربة تويني) – wieś w Syrii, w muhafazie Aleppo, w dystrykcie Manbidż. W 2004 roku liczyła 865 mieszkańców.